# Lista de cruzadores protegidos da Alemanha

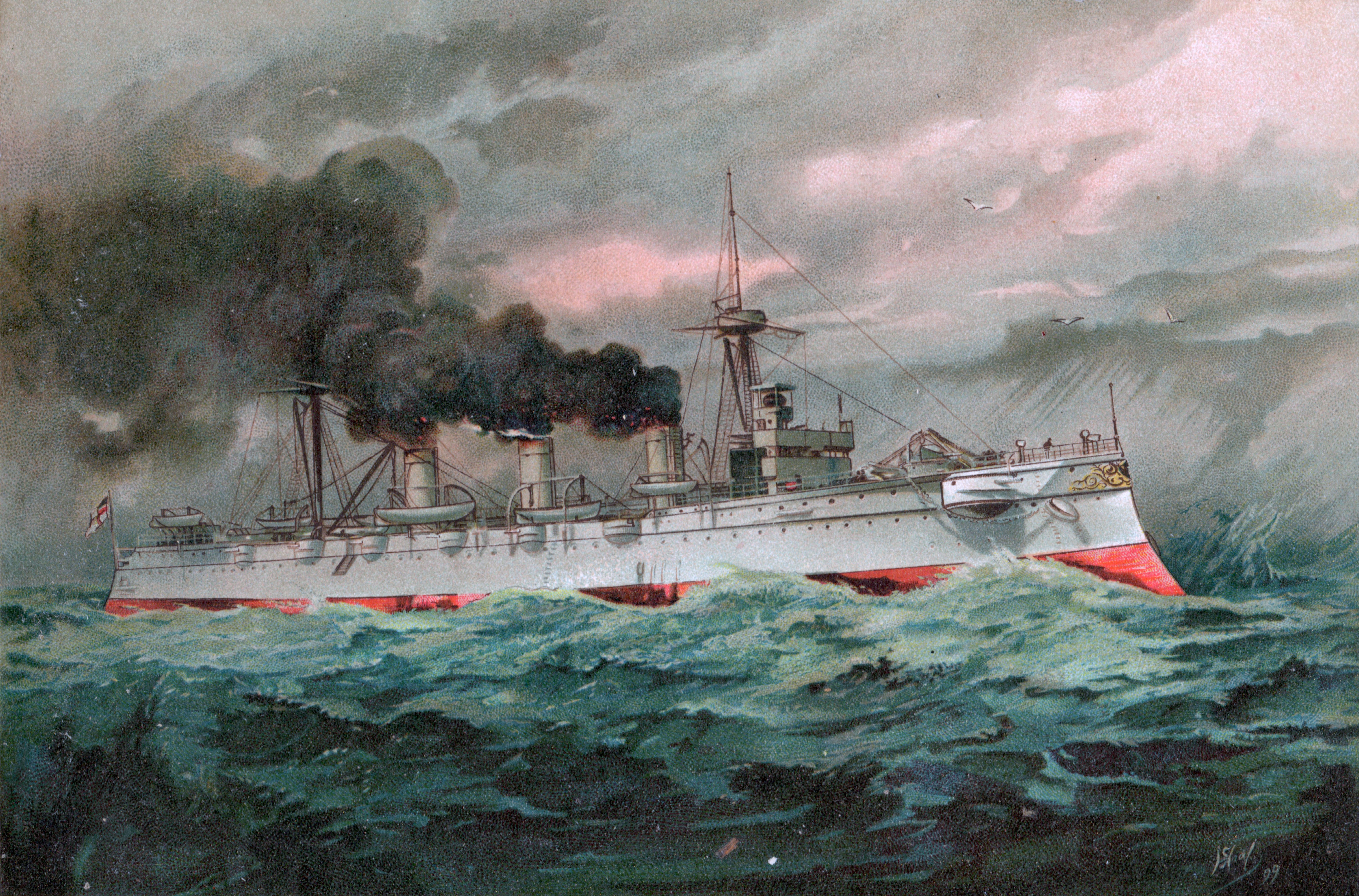
Litografia do Kaiserin Augusta

A Marinha Imperial Alemã construiu uma série de cruzadores protegidos nas décadas de 1880 e 1890. O desenvolvimento dos primeiros navios alemães do tipo veio da necessidade de substituir as antigas e obsoletas corvetas. Enquanto outras marinhas podiam construir cruzadores dedicados especificamente para serviço com a frota principal ou para serviço colonial no exterior, restrições orçamentárias impostas pela Dieta Imperial impediam que a Marinha Imperial fizesse o mesmo. Consequentemente, os cruzadores protegidos alemães foram projetados para desempenharem as duas funções. As primeiras embarcações foram as duas da Classe Irene, sucedidas pelo SMS Kaiserin Augusta e então os cinco membros da Classe Victoria Louise.
A maioria dos cruzadores protegidos serviram em algum momento no exterior, principalmente na Esquadra da Ásia Oriental no Sudeste Asiático. O SMS Prinzess Wilhelm participou em 1897 da tomada do Território Arrendando da Baía de Kiaochau. O Kaiserin Augusta, o SMS Irene, SMS Hertha e SMS Hansa ajudaram na subjugação do Levante dos Boxers na China em 1900, enquanto o SMS Vineta se envolveu na Crise Venezuelana de 1902–1903. As embarcações retornaram para casa no início do século XX, com o Irene, Prinzess Wilhelm e Kaiserin Augusta sendo relegados a deveres secundários enquanto os membros da Classe Victoria Louise foram usados como navios-escola. Todos os oito foram desmontados entre 1920 e 1923.
| Armas principais | Número e tamanho dos canhões da bateria principal         |
| Deslocamento     | Deslocamento do navio totalmente carregado                |
| Propulsão        | Número e tipo do sistema de propulsão e velocidade máxima |
| Batimento        | Data em que o batimento de quilha ocorreu                 |
| Lançamento       | Data em que o navio foi lançado ao mar                    |
| Comissionamento  | Data em que o navio foi comissionado em serviço           |
| Destino          | Fim que o navio teve                                      |

## ClasseIrene

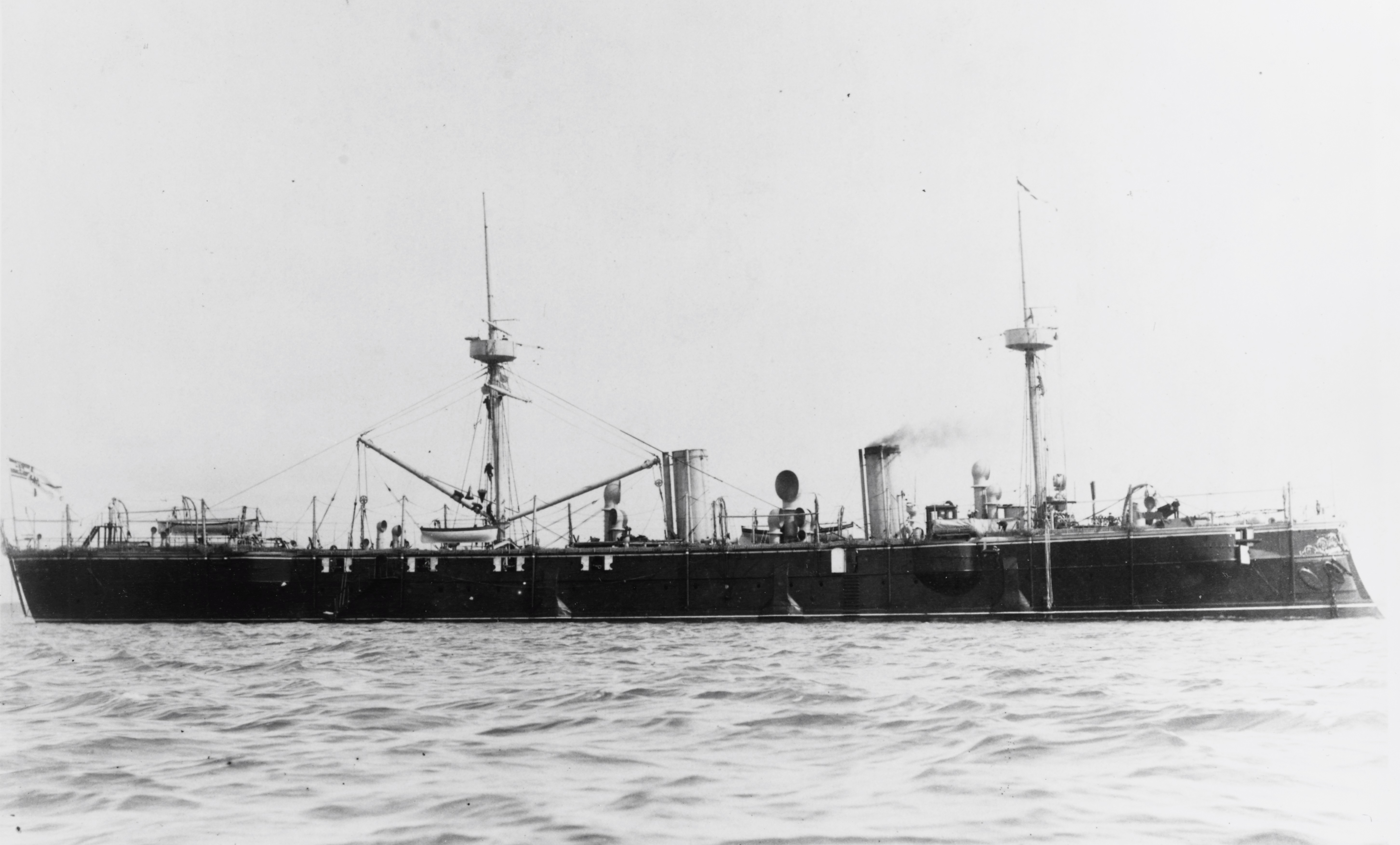
O SMS Irene em 1890

As antigas corvetas da Marinha Imperial Alemã já estavam obsoletas no início da década de 1880 e uma das maiores questões era que tipo de cruzadores deveriam ser construídos para substituí-las. Cruzadores podiam ser otimizados para serviço com a frota de batalha principal ou para serviço no exterior; as maiores marinhas do mundo podiam se dar ao luxo de construir navios dedicados para cada tipo, mas não a Marinha Imperial, pois a Dieta Imperial não estava disposta a conceder muito dinheiro para suas construções. Os alemães, para solucionar esse problema, escolheram construir cruzadores protegidos que poderiam desempenhar as duas funções.
Os dois navios serviram no Sudeste Asiático como parte da Esquadra da Ásia Oriental, com o Prinzess Wilhelm desempenhando um papel importante em novembro de 1897 na tomada do Território Arrendando da Baía de Kiaochau da China. No ano seguinte os dois cruzadores protegerem interesses alemães nas Filipinas durante a Guerra Hispano-Americana. O Prinzess Wilhelm voltou para casa em 1899 e foi tirado de serviço, já o Irene permaneceu por mais alguns anos no Sudeste Asiático e ajudou a subjugar o levante dos Levante dos Boxers em 1900. Voltou para casa em 1901 e também foi tirado de serviço. Ambos foram empregados em funções secundárias até serem desmontados em 1922.
| Navio                | Armas principais | Deslocamento | Propulsão                                      | Serviço      | Serviço          | Serviço          | Serviço             |
| Navio                | Armas principais | Deslocamento | Propulsão                                      | Batimento    | Lançamento       | Comissionamento  | Destino             |
| -------------------- | ---------------- | ------------ | ---------------------------------------------- | ------------ | ---------------- | ---------------- | ------------------- |
| SMS Irene            | 14 × 149 mm      | 5 025 t      | 2 motores de tripla expansão; 18 nós (33 km/h) | maio de 1886 | julho de 1887    | maio de 1888     | Desmontados em 1922 |
| SMS Prinzess Wilhelm | 14 × 149 mm      | 5 025 t      | 2 motores de tripla expansão; 18 nós (33 km/h) | maio de 1886 | setembro de 1887 | novembro de 1889 | Desmontados em 1922 |

## SMSKaiserin Augusta

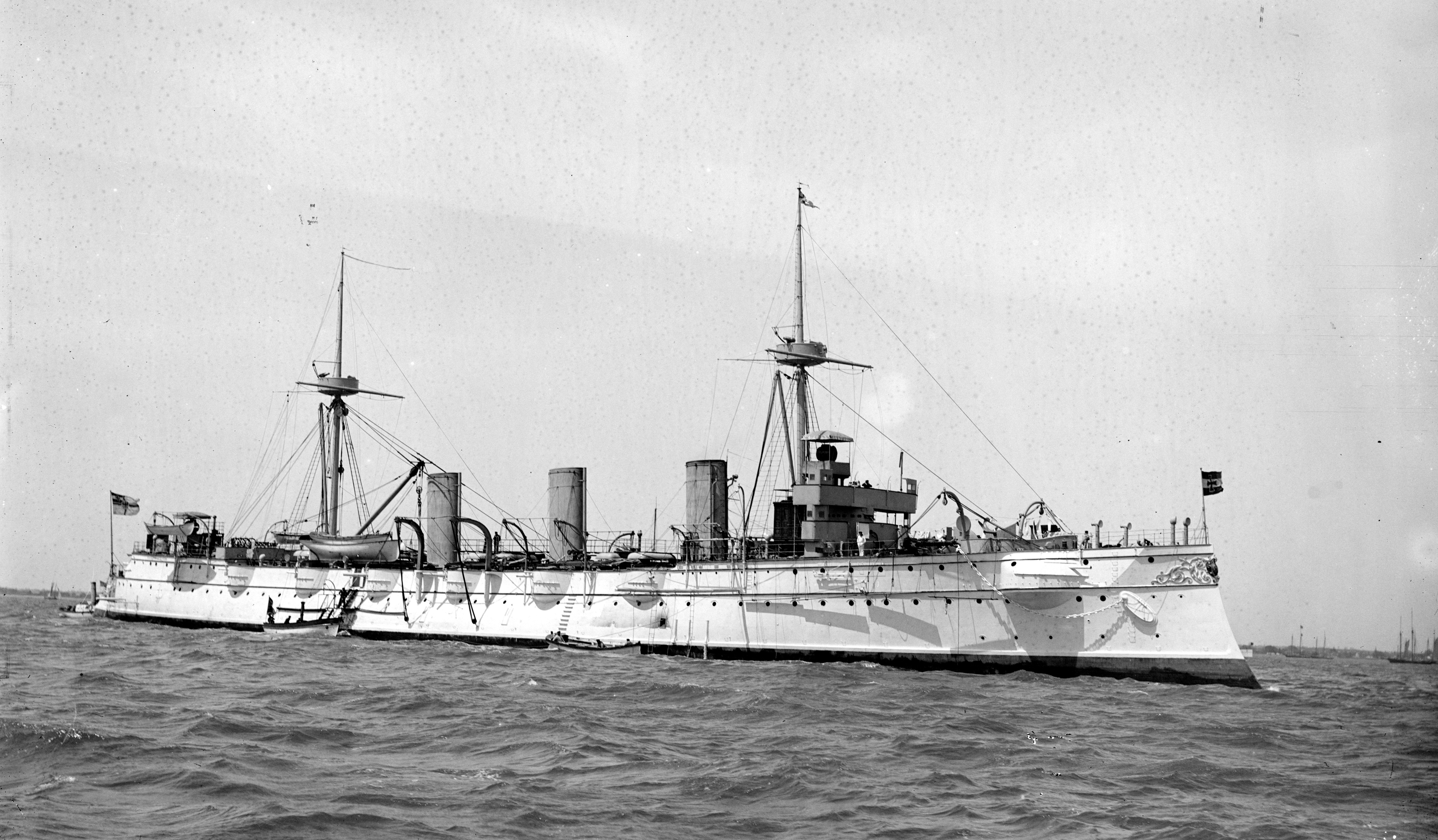
O SMS Kaiserin Augusta em 1893

Discussões sobre um sucessor da Classe Irene esbarraram novamente na questão do tipo de cruzador que deveria ser construído. Foi inicialmente decidido construir um voltado para ações corsárias e combate à forças inimigas, mas isto foi depois anulado em favor de uma embarcação que atuasse de batedora para a frota principal e no serviço colonial. O Kaiserin Augusta acabou se tornando o primeiro grande navio de guerra do mundo a ser equipado com três hélices, um arranjo adotado por causa da necessidade de equipar motores potentes o bastante para alcançar a velocidade máxima desejada dentro do espaço limitado pelo convés blindado.
O navio passou seus primeiros anos de serviço atuando em casa junto com a frota principal, mas em 1897 foi enviado para a Esquadra da Ásia Oriental. Em 1900 sua tripulação auxiliou na subjugação do Levante dos Boxers, mas o restante de seu período no Sudeste Asiático foi relativamente tranquilo e sem grandes incidentes. Voltou para a Alemanha em 1902 e passou por modernização entre 1903 e 1907 por já estar obsoleto, ao final da qual foi colocado na reserva. Foi mobilizado como navio-escola de artilharia com o início da Primeira Guerra Mundial em 1914, servindo nesta função até ser descartado em 1919 e desmontado no ano seguinte.
| Navio                | Armas principais | Deslocamento | Propulsão                                      | Serviço   | Serviço         | Serviço          | Serviço            |
| Navio                | Armas principais | Deslocamento | Propulsão                                      | Batimento | Lançamento      | Comissionamento  | Destino            |
| -------------------- | ---------------- | ------------ | ---------------------------------------------- | --------- | --------------- | ---------------- | ------------------ |
| SMS Kaiserin Augusta | 12 × 149 mm      | 6 320 t      | 3 motores de tripla expansão; 21 nós (39 km/h) | 1890      | janeiro de 1892 | novembro de 1892 | Desmontado em 1920 |

## ClasseVictoria Louise

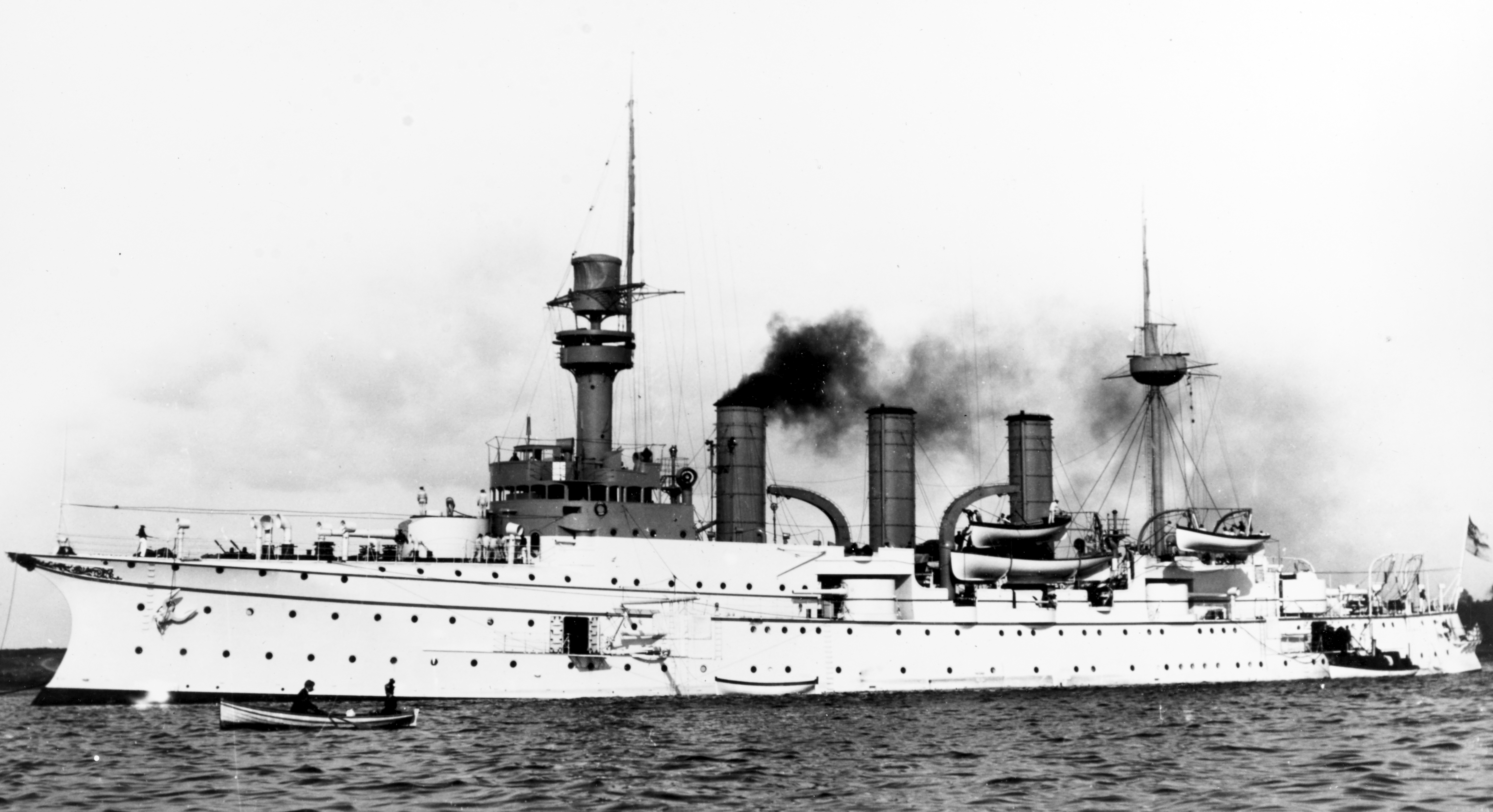
O SMS Hansa em 1899

O desenvolvimento dos navios que se tornariam a Classe Victoria Louise foi atrapalhado pela recusa da Dieta Imperial durante vários anos de conceder dinheiro para a construção de novos cruzadores. Lições aprendidas com a Primeira Guerra Sino-Japonesa foram incorporadas ao projeto, especialmente as vantagens do uso de canhões de disparo rápido. Fo decidido equipar os cinco membros da classe com caldeiras oriundas de três fabricantes diferentes e em cinco configurações diferentes para que assim esses arranjos pudessem ser testados para usos futuros, mas todos acabaram apresentando problemas de funcionamento.
Os navios serviram em casa e no exterior, exceto o Freya, que foi usado quase exclusivamente como navio-escola. O Hertha e o Hansa participaram da subjugação do Levante dos Boxers em 1900, já o Vineta se envolveu na Crise Venezuelana de 1902–1903. Todos foram modernizados entre 1905 e 1911, sendo em seguida usados como navios-escola. Foram mobilizados no V Grupo de Reconhecimento quando a Primeira Guerra Mundial começou em 1914, mas foram rapidamente tirados de serviço e empregados em deveres secundários pelo restante do conflito. Após a guerra o Victoria Louise brevemente atuou como cargueiro. Todos foram desmontados entre 1920 e 1923.
| Navio               | Armas principais | Deslocamento | Propulsão                                        | Serviço           | Serviço          | Serviço           | Serviço             |
| Navio               | Armas principais | Deslocamento | Propulsão                                        | Batimento         | Lançamento       | Comissionamento   | Destino             |
| ------------------- | ---------------- | ------------ | ------------------------------------------------ | ----------------- | ---------------- | ----------------- | ------------------- |
| SMS Victoria Louise | 2 × 210 mm       | 6 490 t      | 3 motores de tripla expansão; 19,5 nós (36 km/h) | abril de 1896     | março de 1897    | fevereiro de 1899 | Desmontado em 1923  |
| SMS Hertha          | 2 × 210 mm       | 6 490 t      | 3 motores de tripla expansão; 19,5 nós (36 km/h) | fevereiro de 1896 | abril de 1897    | julho de 1898     | Desmontado em 1920  |
| SMS Freya           | 2 × 210 mm       | 6 490 t      | 3 motores de tripla expansão; 19,5 nós (36 km/h) | janeiro de 1896   | abril de 1897    | outubro de 1898   | Desmontado em 1921  |
| SMS Vineta          | 2 × 210 mm       | 6 705 t      | 3 motores de tripla expansão; 18,5 nós (34 km/h) | agosto de 1896    | dezembro de 1897 | setembro de 1899  | Desmontados em 1920 |
| SMS Hansa           | 2 × 210 mm       | 6 705 t      | 3 motores de tripla expansão; 18,5 nós (34 km/h) | julho de 1896     | março de 1898    | abril de 1899     | Desmontados em 1920 |

### Citações
1. ↑  Hildebrand, Röhr & Steinmetz 1993a, pp. 209–210.
2. ↑  Nottelmann 2023a, pp. 120–121.
3. ↑  Gottschall 2003, pp. 157–162.
4. 1 2 3 4  Gröner 1990, p. 95.
5. ↑  Gröner 1990, p. 94.
6. ↑  Lyon 1979, p. 253.
7. ↑  Hildebrand, Röhr & Steinmetz 1993b, p. 76.
8. ↑  Nottelmann 2023a, p. 141.
9. 1 2 3 4 5 6 7  Gröner 1990, p. 46.
10. ↑  Gottschall 2003, p. 165.
11. ↑  Perry 2001, pp. 29–30.
12. 1 2  Campbell & Sieche 1986, p. 142.
13. 1 2  Lyon 1979, p. 254.
14. ↑  Nottelmann 2023b, pp. 184–188, 192–195.
15. 1 2 3  Gröner 1990, p. 48.
16. ↑  Perry 2001, p. 29.
17. ↑  Mitchell 1999, p. 86.
18. 1 2 3  Gröner 1990, p. 47.